# Aglaophenia septata
Aglaophenia septata is een hydroïdpoliep uit de familie Aglaopheniidae. De poliep komt uit het geslacht Aglaophenia. Aglaophenia septata werd in 1909 voor het eerst wetenschappelijk beschreven door Ritchie. 